# تروختلفينغن
تروشتلفينغن (بالألمانية: Trochtelfingen) هي مدينة وبلدة ألمانية تقع في ألمانيا في بادن-فورتمبيرغ. يقدر عدد سكانها بـ 6,589 نسمة .

## المدن التوأمة
مدن Máriahalom وشتات فيهلن هي مدن توأمة لـتروشتلفينغن.